# Purga Bednjanska
Purga Bednjanska – wieś w Chorwacji, w żupanii varażdińskiej, w gminie Bednja. W 2011 roku liczyła 119 mieszkańców.